# Auswärtiges Amt

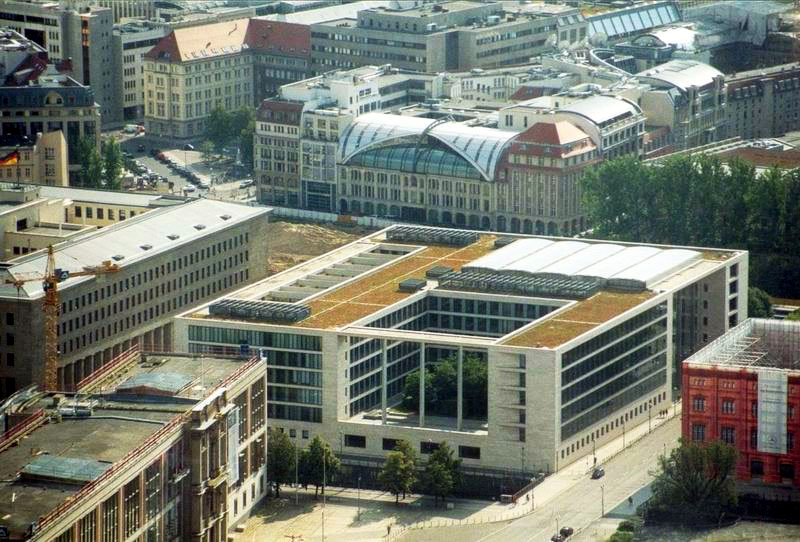
Nowy budynek Auswärtiges Amt w Berlinie, od strony Werderscher Markt

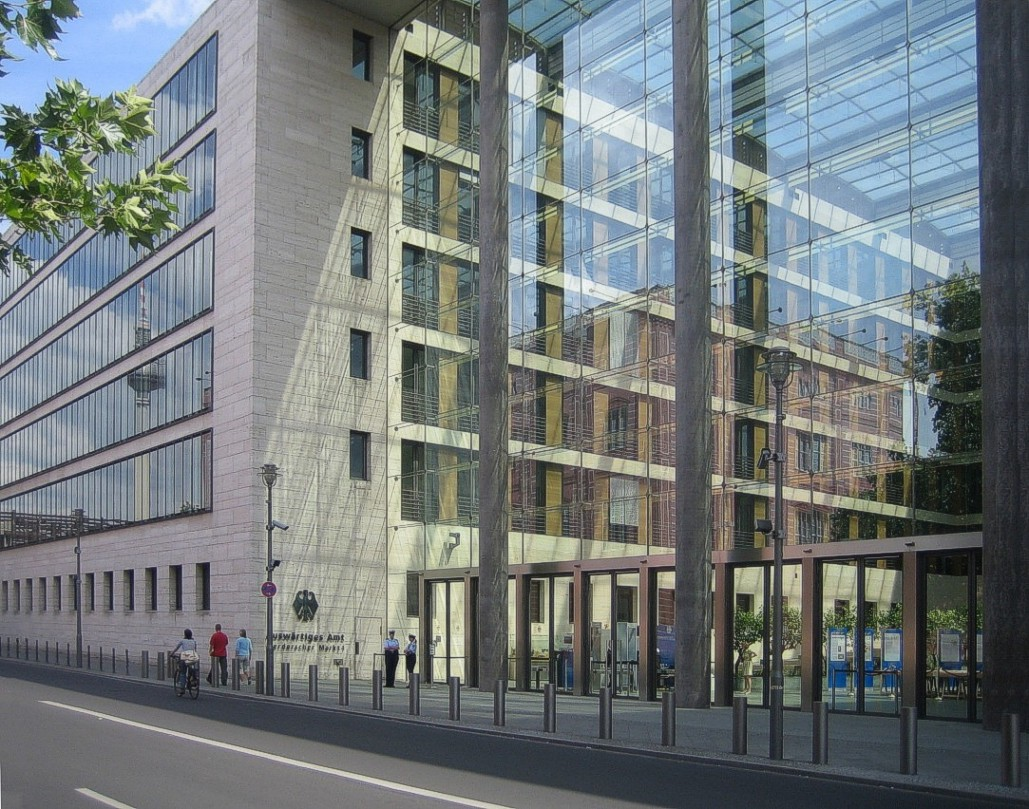
Wejście od Werderscher Markt

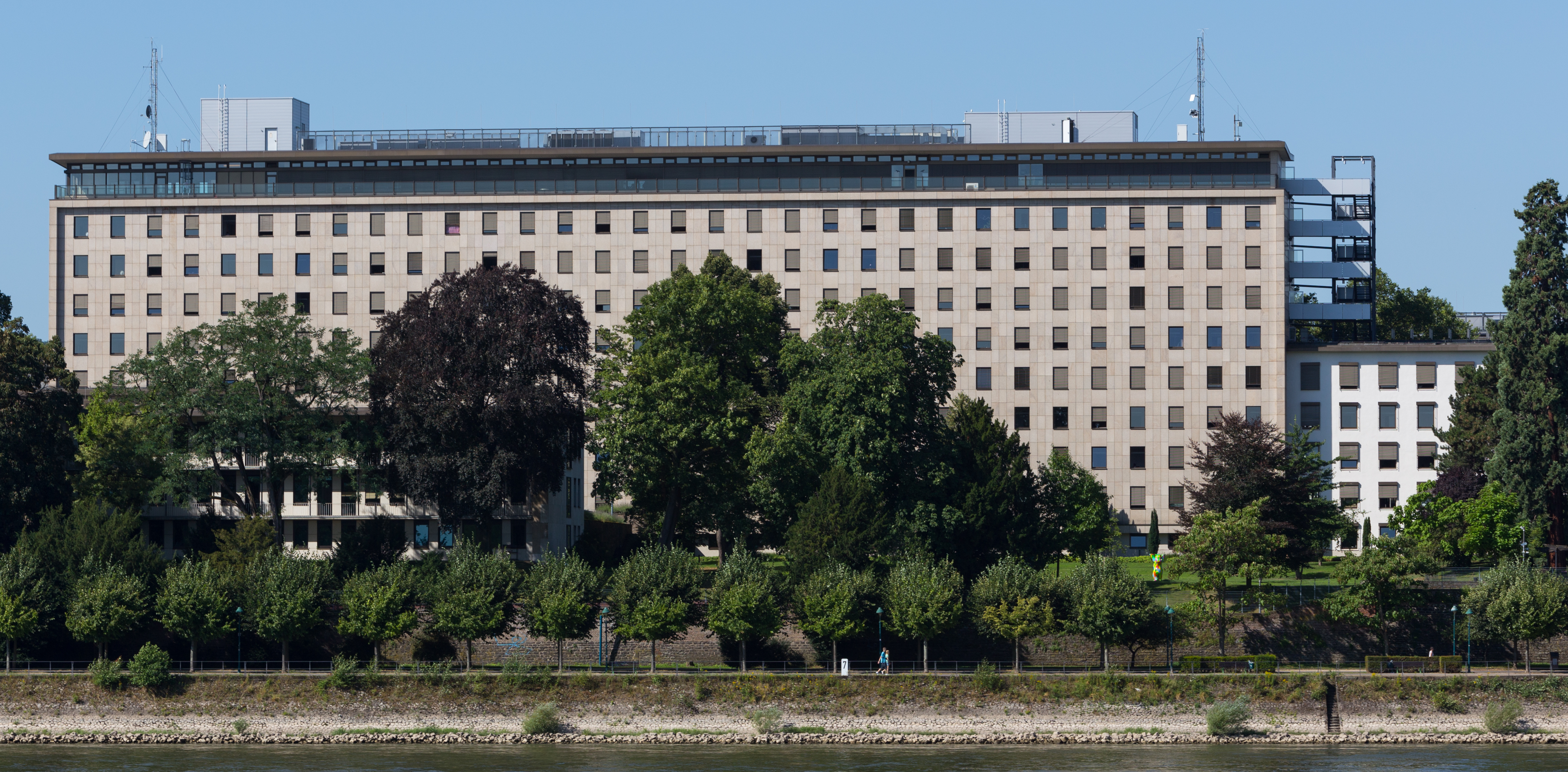
Budynek drugiej siedziby od 1955 nad Renem w Bonn

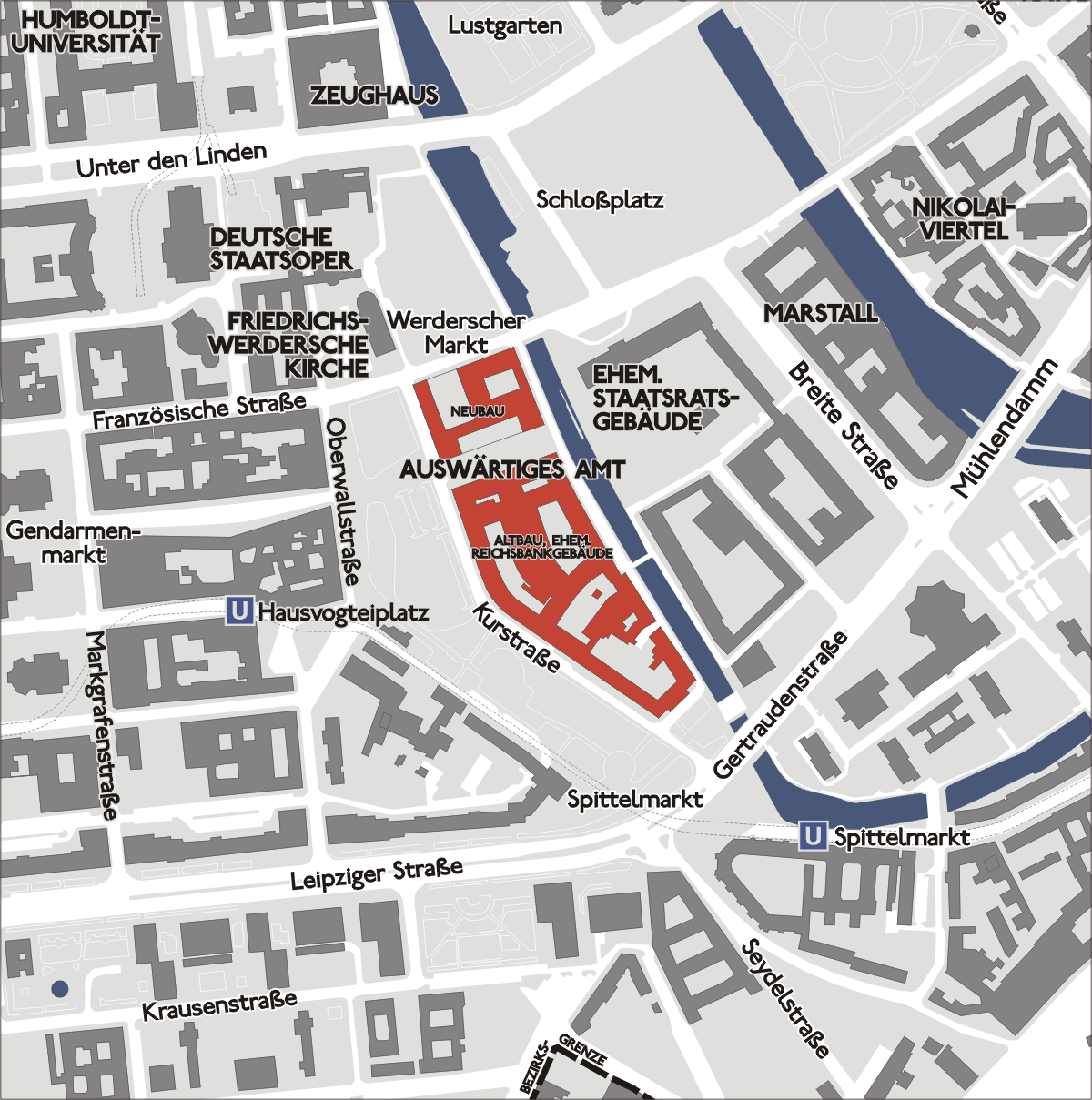
Położenie Auswärtiges Amt w Berlinie

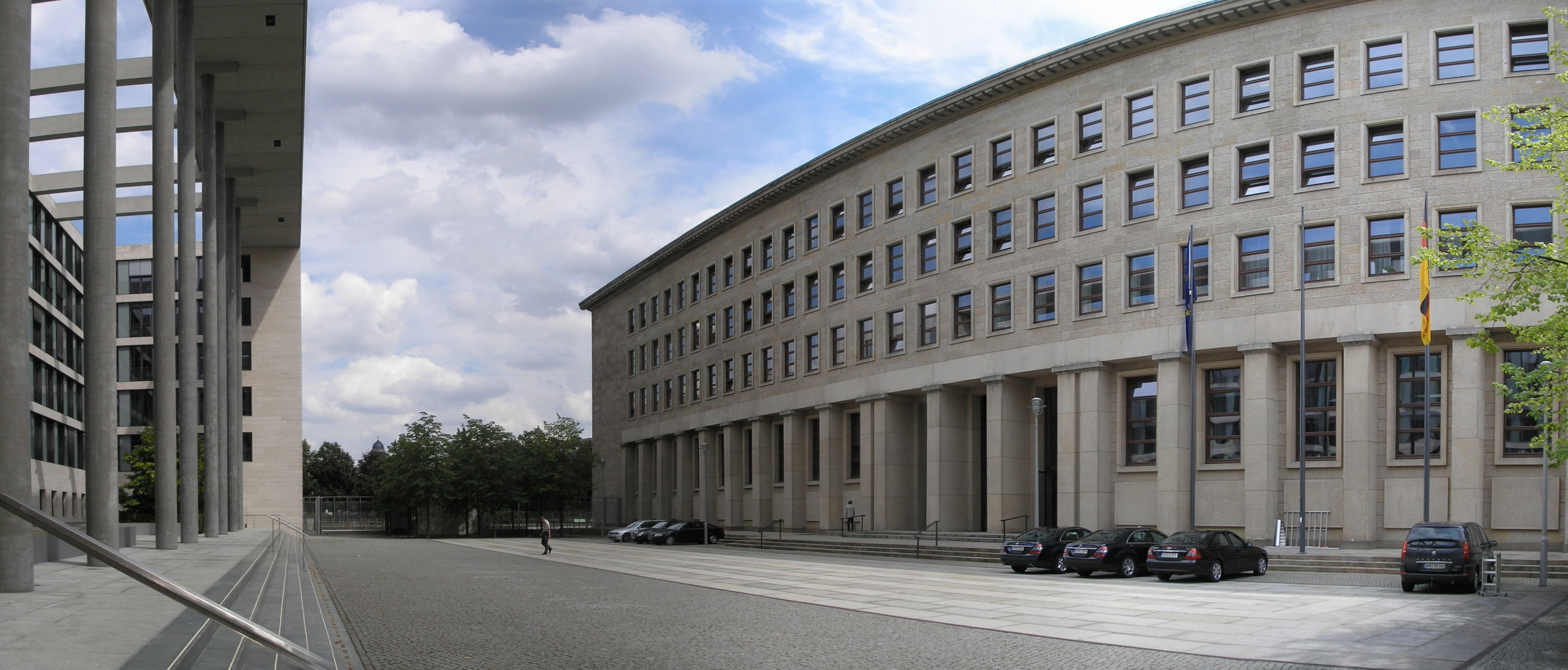
Wejście protokólarne pomiędzy nowym i starym budynkiem

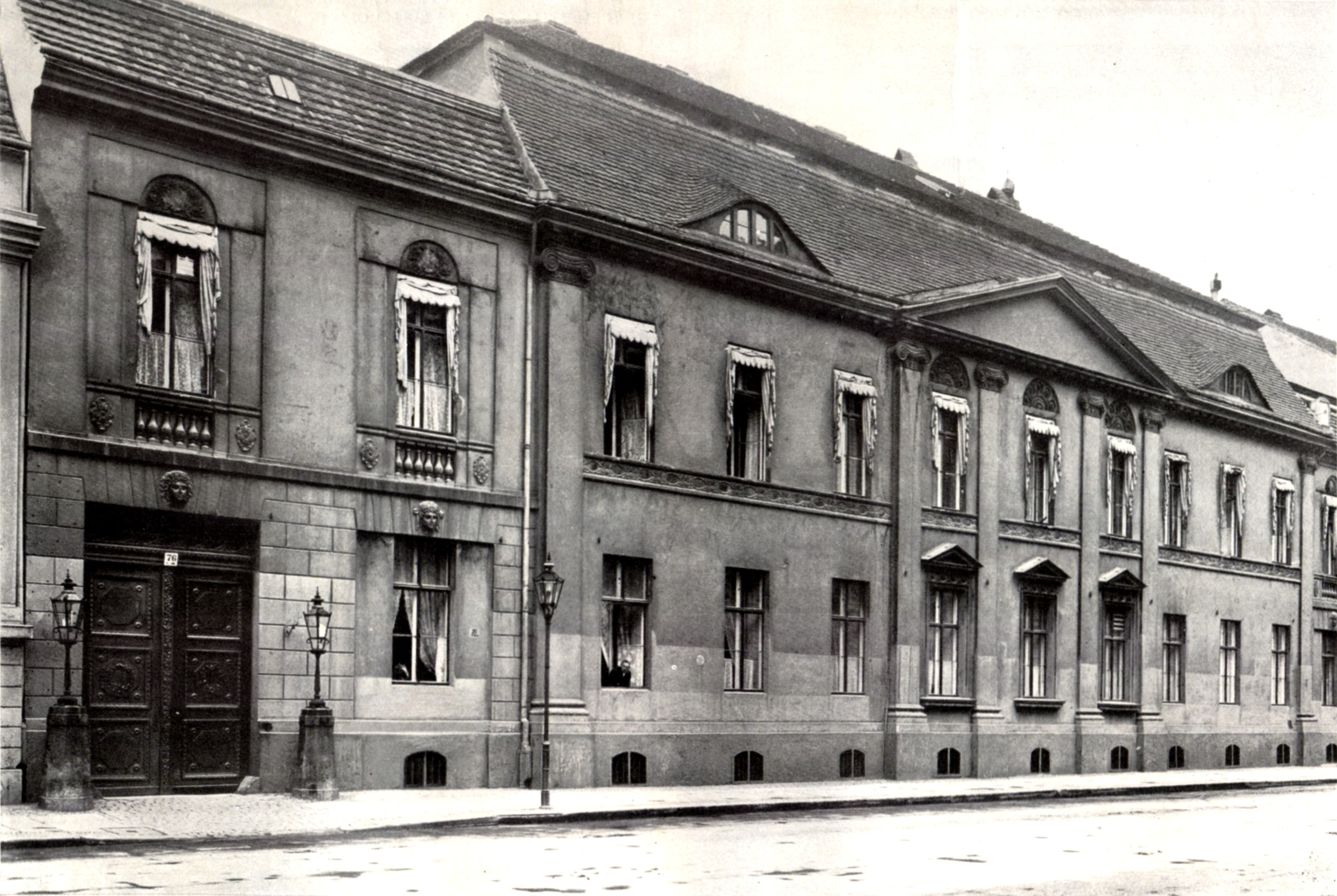
Pałac przy Wilhelmstraße 76 in Berlin w 1880, później część Auswärtiges Amt

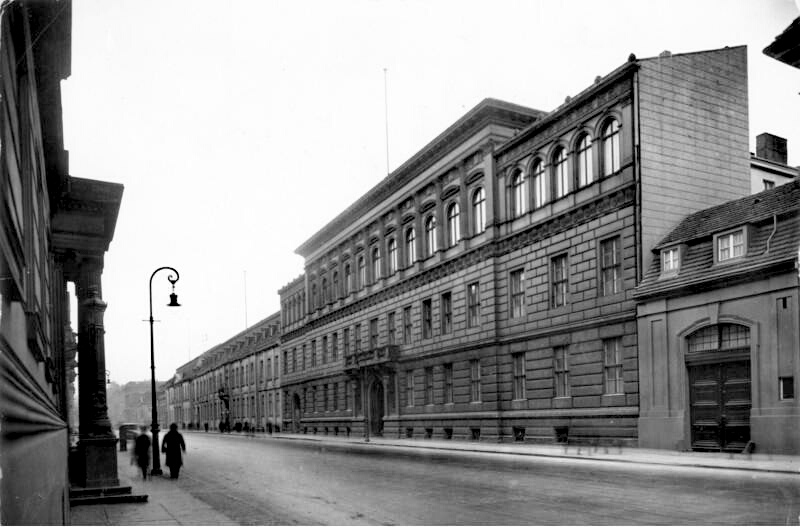
Siedziba Auswärtiges Amt przy Wilhelmstraße (Ujęcie od Behrenstraße, 1927)

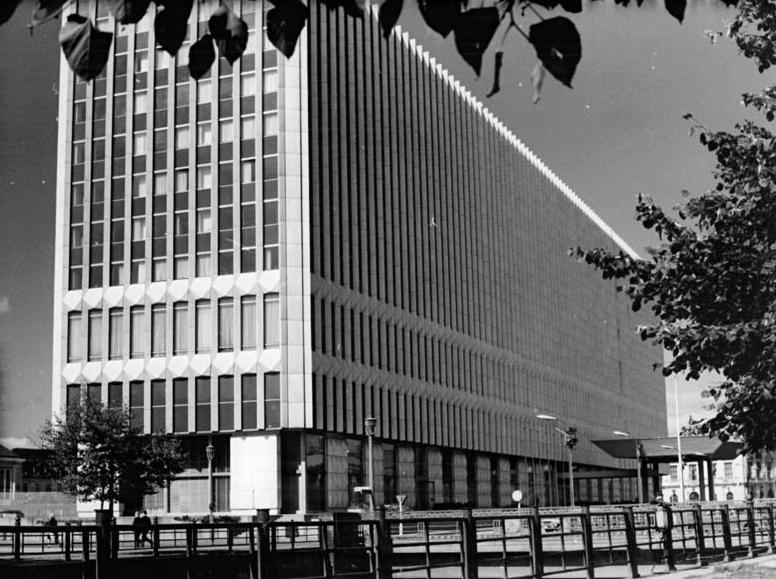
Siedziba MSZ NRD, 1972

Federalne Ministerstwo Spraw Zagranicznych (niem. Auswärtiges Amtⓘ, w skrócie: AA, dosłownie: Urząd Spraw Zagranicznych) – federalne ministerstwo Niemiec odpowiadające za prowadzenie polityki zagranicznej oraz za kontakty między Niemcami a Unią Europejską.
Urząd został założony nawiązując do struktury cesarskiego, pruskiego urzędu spraw zagranicznych. Po II wojnie światowej Auswärtiges Amt został reaktywowany w Bonn 15 marca 1951.
Po podjęciu decyzji o połączeniu państw niemieckich, w 1990 r. zlikwidowano Ministerstwo Spraw Zagranicznych NRD, zaś sprawy stosunków zagranicznych przejęło Ministerstwo Spraw Zagranicznych RFN. Po przeprowadzce rządu federalnego do Berlina, w 1999 ponownie siedzibą jest stolica zjednoczonych Niemiec – Berlin.
Stanowisko Federalnego Ministra Spraw Zagranicznych (Bundesminister des Auswärtigen) często powierzone zostaje liderowi mniejszej partii, która wchodzi w skład koalicji rządowej. W latach 1966–1992, 1993–2005, 2007–2011 oraz 2017–2018 minister spraw zagranicznych zajmował stanowisko Wicekanclerza Niemiec.
Instytucja ściśle współpracuje z Bundesnachrichtendienst, Amt für Militärkunde, Kommando Strategische Aufklärung, Deutsche Gesellschaft für Internationale Zusammenarbeit.

## Sekretarze stanu do spraw zagranicznych (1873–1918)
- 1873–1879 – Bernhard von Bülow
- 1881–1885 – Paul von Hatzfeld(inne języki)
- 1886–1890 – Herbert von Bismarck
- 1890–1897 – Adolf Marschall von Bieberstein(inne języki)
- 1897–1900 – Bernhard von Bülow
- 1900–1906 – Oswald von Richthofen(inne języki)
- 1906–1907 – Heinrich von Tschirschky(inne języki)
- 1907–1910 – Wilhelm von Schoen(inne języki)
- 1910–1912 – Alfred von Kiderlen-Wächter(inne języki)
- 1913–1916 – Gottlieb von Jagow
- 1916–1917 – Arthur Zimmermann
- 1917–1918 – Richard von Kühlmann(inne języki)
- 1918 – Paul von Hintze(inne języki)
- 1918 – Wilhelm Solf

## Ministrowie spraw zagranicznych Rzeszy (1918–1945)
- 1918 – Wilhelm Solf
- 1918–1919 – Ulrich von Brockdorff-Rantzau
- 1919–1920 – Hermann Müller (SPD)
- 1920 – Adolf Köster(inne języki) (SPD)
- 1920–1921 – Walter Simons
- 1921 – Friedrich Rosen(inne języki)
- 1921–1922 – Joseph Wirth (Z)
- 1922 – Walther Rathenau (DDP)
- 1922 – Joseph Wirth (Z)
- 1922–1923 – Frederic von Rosenberg(inne języki)
- 1923–1929 – Gustav Stresemann (DVP)
- 1929–1931 – Julius Curtius (DVP)
- 1931–1932 – Heinrich Brüning (Z)
- 1932–1938 – Konstantin von Neurath
- 1938–1945 – Joachim von Ribbentrop (NSDAP)
- 1945 – Arthur Seyss-Inquart (NSDAP)
- 1945 – Lutz Schwerin von Krosigk

## Federalni ministrowie spraw zagranicznych (od 1951)
- 1951–1955 – Konrad Adenauer (CDU)
- 1955–1961 – Heinrich von Brentano di Tremezzo (CDU)
- 1961–1966 – Gerhard Schröder (CDU)
- 1966–1969 – Willy Brandt (SPD)
- 1969–1974 – Walter Scheel (FDP)
- 1974–1982 – Hans-Dietrich Genscher (FDP)
- 1982 – Helmut Schmidt (SPD)
- 1982–1992 – Hans-Dietrich Genscher (FDP)
- 1992–1998 – Klaus Kinkel (FDP)
- 1998–2005 – Joschka Fischer (Zieloni)
- 2005–2009 – Frank-Walter Steinmeier (SPD)
- 2009–2013 – Guido Westerwelle (FDP)
- 2013–2017 – Frank-Walter Steinmeier (SPD)
- 2017–2018 – Sigmar Gabriel (SPD)
- 2018–2021 – Heiko Maas (SPD)
- 2021–2025 – Annalena Baerbock (Zieloni)
- od 2025 – Johann Wadephul (CDU)

## Ministrowie spraw zagranicznych Niemieckiej Republiki Demokratycznej (1949−1990)
- 1949–1953 – Georg Dertinger
- 1953 – Anton Ackermann (pełniący obowiązki ministra)
- 1953–1965 – Lothar Bolz
- 1965–1975 – Otto Winzer
- 1975–1990 – Oskar Fischer
- 1990 – Markus Meckel(inne języki)
- 1990 – Lothar de Maizière

## Podział organizacyjny
- Departament Obsługi Administracyjnej (Zentralabteilung)
  - Kadry
  - Finanse
  - Szkolenia
  - Zaopatrzenie
  - Tłumaczenia
  - Obsługa Medyczna
  - Sprawa bezpieczeństwa placówek
  - Sprawy organizacyjne
  - Archiwum Polityczne i Biblioteka (Politisches Archiv und Bibliotek)
- Departament Polityczny (Politische Abteilung); Europa, Ameryka Północna, Azja Centralna
- Departament Polityczny (Politische Abteilung); Bliski i Środkowy Wschód, Afryka, Ameryka Łacińska, Karaiby
- Departament Europy (Europaabteilung)
- Departament ds. zagadnień globalnych, ONZ, praw człowieka i pomocy humanitarnej (Abteilung für Globale Fragen, Vereinte Nationen, Menschenrechte und Humanitäre Hilfe)
- Departament Spraw Gospodarczych oraz Stałego Rozwoju (Abteilung für Wirtschaft und nachhaltige Entwicklung)
- Departament Prawny (Rechtsabteilung)
- Departament Kultury (Abteilung für Auswärtige Kultur- und Bildungspolitik)
- Departament Informacji, Public Relations i Mediów (Abteilung Kommunikation, Öffentlichkeitsarbeit und Medien)
- Departament Protokołu Dyplomatycznego (Protokoll)

## Siedziba
W latach 1819–1945 siedziba urzędu od spraw zagranicznych mieściła się przy Wilhelmstraße 76, obecnie 84-85. Budynek zajmowany od 1999 przy Werderscher Markt 1 został wybudowany w latach 1934–1940 jako jedno ze skrzydeł Banku Rzeszy (Reichsbank).
Następnie budynek mieścił:
- 1945–1949 – założony przez aliantów bank pn Berlin Stadtkontor
- 1949–1959 – Ministerstwo Finansów NRD
- 1959–1990 – KC SED
- 1990 – obradowała w nim pierwsza wybrana w wolnych wyborach Izba Ludowa (Volkskammer), która zaaprobowała Pakt o zjednoczeniu Niemiec
- 1990–1999 – rozbudowa kompleksu na potrzeby AA
- 1999 – oficjalna siedziba AA

W budynku znajduje się około 1000 pokoi o łącznej powierzchni użytkowej 62 473 m² z przeznaczeniem dla około 5000 urzędników.